# Duopalatinus
Duopalatinus is een geslacht van straalvinnige vissen uit de familie van de antennemeervallen (Pimelodidae).

## Soorten
- Duopalatinus emarginatus (Valenciennes, 1840)
- Duopalatinus peruanus Eigenmann & Allen, 1942